# Mike Teague
Michael Clive Teague, detto Mike (Gloucester, 8 ottobre 1959), è un ex rugbista a 15 internazionale per l'Inghilterra, terza linea ala del Gloucester per quasi tutta la sua carriera sportiva.

## Biografia
Proveniente da una famiglia di agricoltori nei pressi di Gloucester, Teague trovò lavoro come operaio edile ed entrò nella squadra cittadina di rugby nel 1978; con tale club rimase per tutta la carriera tranne due brevi parentesi al Cardiff e una al Moseley.
Con il Gloucester si aggiudicò la Coppa Anglo-Gallese del 1981-82, condivisa proprio con il Moseley, dopo un pareggio 12-12 in finale.
Teague esordì in Nazionale inglese durante il Cinque Nazioni 1985 contro la Francia, ma a parte altri due incontri in corso d'anno non fu più convocato fino al 1989, quando rientrò nel Torneo di quell'anno e rimase titolare fisso per i successivi due tornei, vincendo quello del 1991 con il Grande Slam.
Prese, inoltre, parte alle spedizioni dei British Lions del 1989 in Australia e del 1993 in Nuova Zelanda.
Fu incluso nella rosa inglese alla Coppa del Mondo di rugby 1991 nella quale giunse fino alla finale, poi persa contro l'Australia.
Il suo ultimo incontro internazionale fu con i British Lions a Wellington contro gli All Blacks.
Il ritiro definitivo dall'attività agonistica avvenne il 29 aprile 1995, alla fine della stagione di Premiership, contro gli Harlequins.
Dai tempi del ritiro gestisce un pub a Gloucester e un'attività di agente immobiliare

## Palmarès
- Coppe Anglo-Gallesi: 1
Gloucester: 1981-82